# Nando Cruz de Rich
Nando Cruz de Rich   (Barcelona, 1968) és un periodista musical català actiu des de finals de la dècada del 1980. Ha col·laborat en programes de televisió com Sputnik (Canal 33) i Música moderna (BTV), emissores de ràdio (Ràdio Ciutat Vella, iCat), revistes (Popular 1, Rockdelux, Factory...) i mitjans com Nativa.cat, Time Out Barcelona i Crític.
També és autor dels llibres Una semana en el motor de un autobús: la historia del disco que casi acaba con Los Planetas, Pequeño circo: historia oral del indie en España i Mazoni: 31 dies de gira, 31 dies tancat. El 2016 va col·laborar amb el llibre Cultura en tensió, de l'editorial Raig Verd, amb altres autors com Lucía Lijtmaer, César Rendueles, Marina Garcés, Ramon Faura i Joan Miquel Gual.
En els últims anys s'ha dedicat a visibilitzar realitats musicals marginades per la cultura oficial i els mitjans de comunicació de masses des de la secció de reportatges «Altres escenaris possibles» d'El Periódico i el programa de ràdio 10.000 fogueres a Betevé.

## Obra publicada
- Macrofestivales. El agujero negro de la música.  Ediciones Península, 2023, p. 352. ISBN 9788411001670.[8]
- Pequeño circo. Historia oral del indie en España.  Contra, 2022, p. 944. ISBN 9788494683329.
- Mazoni: 31 dies tancat, 31 dies de gira.  LaBreu Edicions, 2015, p. 244. ISBN 9788494329470.
- Una semana en el motor de un autobús. La historia del disco que casi acaba con Los Planetas.  Lengua de Trapo, 2011, p. 192. ISBN 9788483811016.